# Кавенчин-Кольонія
Кавенчин-Кольонія (пол. Kawęczyn-Kolonia) — село в Польщі, у гміні Сулув Замойського повіту Люблінського воєводства.
Населення — 61 особа (2011).
У 1975-1998 роках село належало до Замойського воєводства.

## Демографія
Демографічна структура станом на 31 березня 2011 року:
|          | Загалом | Допрацездатний вік | Працездатний вік | Постпрацездатний вік |
| -------- | ------- | ------------------ | ---------------- | -------------------- |
| Чоловіки | 28      | 6                  | 18               | 4                    |
| Жінки    | 33      | 3                  | 16               | 14                   |
| Разом    | 61      | 9                  | 34               | 18                   |